# Dufrénoysite
La dufrénoysite (simbolo IMA: Duf) è un minerale raro del gruppo della sartorite appartenente alla classe minerale dei "solfuri e solfosali" con composizione chimica Pb2As2S5 e quindi, da un punto di vista chimico, è un solfuro di piombo e arsenico.

## Etimologia e storia
La dufrénoysite è stata scoperta per la prima volta nella cava di Lengenbach (46.365°N 8.22111°E) nella valle di Binn, nel Canton Vallese in Svizzera. Fu descritta nel 1845 da Augustin Alexis Damour, che chiamò il minerale in onore del geologo e mineralogista francese Ours-Pierre-Armand Petit-Dufrénoy. Julius Berendes, farmacista e storico della medicina tedesco, si occupò del minerale nella sua tesi di dottorato del 1864.
Poiché la dufrénoysite era conosciuta e riconosciuta come una specie minerale a sé molto prima della fondazione dell'Associazione Mineralogica Internazionale (IMA), questa è stata adottata dalla sua Commissione sui Nuovi Minerali, la Nomenclatura e la Classificazione (CNMNC) e si riferisce alla dufrénoysite come un cosiddetto minerale grandfathered (G).
Il campione tipo del minerale si trova nella collezione mineralogica dell'École nationale supérieure des mines de Paris, dove il "Catalogo delle Località Tipo" dell'IMA riporta l'aggiunta "Non nell'elenco delle "località tipo".

## Classificazione
Nella Sistematica dei lapis (Lapis-Systematik) di Stefan Weiß la dufrénoysite si trova nella classe dei "solfuri e solfosali" e nella sottoclasse dei "solfosali (S : As,Sb,Bi = x)"; qui il minerale è nella sezione "solfosali di piombo con As/Sb (x=3,0 - 2,5)" dove insieme alla veenite forma un gruppo senza nome con il numero di sistema II/E.18.
La nona edizione della sistematica dei minerali di Strunz, che è stata aggiornata l'ultima volta dall'Associazione Mineralogica Internazionale (IMA) nel 2009, elenca la dufrénoysite nella classe "2. Solfuri e solfosali" e nella sottoclasse "2.H Solfosali di archetipo SnS"; questa viene suddivisa in basse all'eventuale presenza di alcuni metalli, dove la dufrénoysite forma il sistema nº 2.HC.05d insieme a rathite, rathite IV e veenite.
Tale classificazione viene mantenuta anche nell'edizione successiva, proseguita dal database "mindat.org" e chiamata Classificazione Strunz-mindat, dove però ai minerali già citati del gruppo 2.HC.05.d si aggiunge anche l'argentodufrénoysite.
Nella classificazione dei minerali secondo Dana, che viene utilizzata principalmente nel mondo anglosassone, la dufrénoysite compare nella classe dei "solfuri e solfosali" e nella sottoclasse dei "solfosali"; qui la si può trovare insieme alla cosalite e alla veenite nel "gruppo della cosalite" con il numero di sistema 03.05.09 all'interno della suddivisione dei "solfosali con il rapporto 2,5 < z/y < 3 e la composizione (A+)i(A2+)j[ByCz], A = metalli, B = semimetalli, C = non metalli".

## Abito cristallino
La dufrénoysite cristallizza nel sistema monoclino con il gruppo spaziale P21 (gruppo n. 4) con i parametri reticolari a = 7,90 Å, b = 25,7 Å, c = 8,37 Å e β = 90,3° e 8 unità di formula per cella unitaria.

## Origine e giacitura
La dufrénoysite si forma idrotermicamente a temperature medio-basse nella dolomite. I minerali associati includono calcopirite, sfalerite, realgar, orpimento e tetraedrite.
La dufrénoysite è una rara formazione minerale ed è stata pertanto rilevata, oltre alla località tipo (la cava di "Lengenbach" nella valle di Binn in Svizzera), in pochi altri siti sparsi per il mondo.
In Italia è stata trovata in un solo sito, a Pian dei Camosci nei pressi di Formazza (Piemonte).
Altre località includono: le città di Huludao e Shangrao nonché la prefettura autonoma lisu di Nujiang (Cina); la miniera "Okoppe" nella prefettura di Aomori (Giappone); Scheffau am Tennengebirge (Austria); Killimor, nella contea di Galway (Irlanda); St Endellion (Cornovaglia, Gran Bretagna); Hemnes (Norvegia).
Nelle Americhe il minerale è stato rinvenuto nelle contee di Contea di Mohave (Arizona), di Contea di Inyo (California) e di Contea di St. Lawrence (Stato di New York), solo per citarne alcune (tutte negli Stati Uniti), ma anche nelle province di Castrovirreyna e di Huancavelica (Perù) e a Batopilas (Messico).
In Russia la dufrénoysite è stata trovata negli oblast' di Oblast' dell'Amur e di Oblast' di Sverdlovsk, mentre di Armenia ci sono stati ritrovamenti a Sisian.

## Forma in cui si presenta in natura
La dufrénoysite sviluppa cristalli su larga scala, striati longitudinalmente, con un habitus tabulare e raramente aghiforme, con una lucentezza metallica sulle superfici. Il minerale è da leggermente traslucido a opaco e di colore da piombo a grigio acciaio con striscio da bruno-rossastro a marrone cioccolato.